# Wendeburg
Wendeburg là một đô thị của huyện Peine, bang Niedersachsen, Đức. Đô thị này có diện tích 59,98 km². Đô thị này có cự ly khoảng11 km về phía đông của Peine, và 12 km về phía tây bắc của Braunschweig.